# Czarkowy Grąd
Czarkowy Grąd [pronunciación en polaco: /t͡ʂarˈkɔvɨ ˈɡrɔnt/] (en alemán: Worfengrund) es un pueblo ubicado en el distrito administrativo de Gmina Szczytno, dentro del condado de Szczytno, voivodato de Varmia y Masuria, en el norte de Polonia. Se encuentra aproximadamente a 8 kilómetros al sureste de Szczytno y a 48 kilómetros al sureste de la capital regional, Olsztyn.